# Blokken (televisieprogramma)
Blokken is een spelprogramma van VRT dat sinds 5 september 1994 op de Belgische televisiezender VRT 1 voor Het Journaal van zeven uur uitgezonden wordt. Het wordt elke werkdag uitgezonden van september tot en met juni (eerder mei).
De presentator is sinds het begin Ben Crabbé. Blokken is onverminderd populair en is het best scorende vooravondprogramma in de Vlaamse televisiegeschiedenis. Het is het langstlopende quizprogramma in zowel aantal seizoenen als afleveringen. Hierin wordt het gevolgd door De IQ-Kwis.
De allereerste Blokken-vraag die presentator Ben Crabbé stelde was: 'Waar staan, volgens het spreekwoord, de beste stuurlui?' Deze vraag werd in de aflevering van 5 september 2024 opnieuw gesteld in het kader van het 30-jarig jubileum van het programma. Het antwoord is 'aan wal'.

## Spelverloop
Het spel wordt gespeeld met twee kandidaten en bestaat uit drie rondes en een finale. Centraal staat het blokkenbord (gebaseerd op Tetris). De kandidaat krijgt, afhankelijk van de ronde, per goed antwoord op een vraag punten en een aantal tetromino's, die "blokjes" worden genoemd. Een horizontale lijn levert 50 punten op.

### Ronde 1
In de eerste ronde stelt Ben acht (eerder tien) quizvragen. Nadat de vraag gesteld is, mogen de kandidaten op een knop drukken en vervolgens het antwoord geven. Elk goed antwoord levert 10 punten en 2 tetromino's op, die op het speelbord mogen worden geplaatst. Wanneer de tetromino's een lijn van links naar rechts vormen, worden alle blokjes op die rij verwijderd en gaat het spel door. Iedere weggespeelde lijn levert 50 punten op.
Tot en met seizoen 19 was vraag vijf steevast een vraag met een geluidsfragment. Vanaf seizoen 20 is dit vervangen door een geschiedenisvraag met een bijhorend beeldfragment. Die vraag heeft betrekking op de datum van uitzending van de betreffende aflevering. In seizoen 21 is dit weer vervangen door een muziekfilmpje bij de vierde vraag.

### Ronde 2

#### Seizoen 1
In de eerste serie worden in totaal 10 vragen gesteld aan de kandidaten. Zeven vragen leveren 10 punten op, drie ervan, de zogenaamde gouden vragen, leveren 50 punten op (wordt aangehaald met een speciaal geluidseffect). Presentator Ben stelt een vraag en de kandidaten drukken voor ze het antwoord mogen geven en bij het juist beantwoorden mogen ze weer twee tetromino's op het bord zetten.

#### Seizoenen 2-17
De kandidaat die in de eerste ronde de meeste punten heeft gehaald, gaat even weg en krijgt muziek (radiozenders Donna, MNM en later Studio Brussel) te horen, de andere kandidaat krijgt vijf vragen waar hij tetromino's voor mag inzetten na een hint te hebben gekregen over het onderwerp van de vraag. Bij een gelijke stand in de eerste ronde, speelt degene die links zit het eerst zijn/haar tweede ronde en gaat dus degene die rechts zit even weg. De kandidaat krijgt voor de volledige ronde 15 tetromino's en mag er maximaal vijf inzetten per vraag. Voor elke goed beantwoorde vraag krijgt de kandidaat 10 punten en mag hij het aantal tetromino's dat hij heeft ingezet op het bord plaatsen. Bij een fout antwoord krijgt de kandidaat geen punten en verliest hij de ingezette blokken. Wanneer de tetromino's een lijn compleet maken, wordt deze rij verwijderd en gaat het spel door. Iedere weggespeelde lijn levert 50 punten op. Nadat de ronde is afgelopen voor de kandidaat komt de andere kandidaat weer terug en krijgt hij dezelfde vijf vragen en vijftien blokken. Voorafgaand aan zijn/haar tweede ronde vraagt Ben Crabbé vaak wat voor muziek hij/zij heeft gehoord tijdens zijn/haar afzondering.

#### Seizoenen 18-29
Vanaf seizoen 18 krijgt de kandidaat de vijf hints vooraf. Hij bepaalt dan zelf de volgorde waarin hij de vragen wil beantwoorden. De volgorde bepaalt het aantal tetromino's dat verdiend kan worden met de vraag: een juist antwoord bij vraag één levert één tetromino op, bij vraag vijf zijn dat er vijf. Ook hierbij krijgen beide kandidaten dezelfde vijf vragen.

#### Seizoenen 30-...
Met ingang van seizoen 30 krijgen de kandidaten voor de juist beantwoorde vragen in ronde 2 respectievelijk vijf, tien, vijftien, twintig en vijfentwintig seconden de tijd om tetromino's te plaatsen en lijnen te scoren.

### Ronde 3: gokronde
Er wordt een tip gegeven. Bij vraag 5 wordt voorafgaand aan deze tip ook nog een filmpje getoond. Na de tip mag een kandidaat drukken, waarna Ben een vraag stelt. Is het antwoord goed, dan krijgt de kandidaat 50 punten en mag hij twee tetromino's op het speelbord plaatsen. Bij een fout antwoord verliest de kandidaat 50 punten en gaat de beurt over. De andere kandidaat kan nog 10 punten krijgen en twee tetromino's op het speelbord plaatsen indien hij alsnog het goede antwoord geeft. Als niemand afdrukt na de tip, wordt de vraag gesteld voor 10 punten. Wanneer de tetromino's een complete lijn vormen, worden alle blokjes op die rij verwijderd en gaat het spel door. Iedere weggespeelde lijn levert 50 punten op.
Is de stand op het einde van deze ronde gelijk, dan stelt Ben een of meer extra vragen. Wie dan als eerste een juist antwoord geeft, wint. Het is in deze ronde mogelijk om met een negatieve score te eindigen.

### Finale
De kandidaat met het hoogste aantal punten mag de finale spelen, waarin hij twee minuten heeft om zo veel mogelijk vragen goed te beantwoorden. Voor elke goed beantwoorde vraag mag hij één tetromino op het speelbord laten vallen, in de hoop één of meer letters te vinden om daarmee een verborgen woord te raden. De letters komen tevoorschijn als een blok geplaatst wordt op een locatie waar deze verstopt zitten. Een belangrijk verschil met de voorrondes is dat gevormde horizontale lijnen in de finale niet van het bord verdwijnen maar grijs worden gekleurd. Dat betekent dat de kandidaat goed moet opletten met het plaatsen van zijn/haar tetromino's. Eén verkeerd geplaatste tetromino kan betekenen dat er essentiële letters en/of de beginletter worden gemist en dan wordt het moeilijker om het woord te raden. Hetzelfde geldt als er weinig goede antwoorden worden gegeven en er dus weinig tetromino's op het bord verschijnen. De eerste letter van het te raden woord wordt in het geel weergegeven sinds het achtletterwoord werd ingevoerd (tot en met seizoen 17 moest een zevenletterwoord worden geraden). Er wordt aan het begin van de finale een tip over het te raden woord gegeven. Een lange ij in een woord telt als twee letters. De kandidaat mag na ieder goed antwoord één keer gokken. Heeft de kandidaat het woord niet gevonden als de twee minuten voorbij zijn, dan heeft hij nog enkele seconden om het woord te vinden. Als het woord dan ook niet wordt gevonden, wordt de oplossing getoond en heeft de kandidaat verloren. In seizoen 20 is een Blokken-app geïntroduceerd, waarmee de kijker ook kan proberen het woord te raden voor een prijs.
Bij winst verdient de deelnemer 1000 euro (vroeger: 40.000 frank) en mag hij de volgende aflevering terugkomen. Als iemand voor de derde keer de finale wint, krijgt hij 3000 euro en een prijs in de vorm van een computer, een televisie of een buitenkeuken met terrasverwarmer. Aanvankelijk mocht de kandidaat na de derde winst niet meer terugkomen. Vanaf september 2008 is deze regel geschrapt. Een kandidaat kan vanaf dat moment onbeperkt blijven terugkomen zolang hij in de finale het woord raadt.
Bij verlies wint de kandidaat geld voor elke horizontale lijn in de finale (250 euro/10.000 frank per lijn) plus het geld dat hij in eventuele vorige afleveringen heeft verdiend. Hij mag dan niet meer terugkomen. In de geschiedenis van Blokken is het al vaker gebeurd dat een kandidaat alleen met de lijntjes al 1000 euro bij elkaar schraapte. Het woord moet ook dan echter nog steeds geraden worden om te winnen.

## Finaleweek
Sinds seizoen 30 vindt aan het eind van ieder seizoen, in de laatste week voor de zomerstop, een finaleweek plaats waarin de beste kandidaten van het seizoen, bekeken op het aantal deelnames en finaleplaatsen, strijden om een reis.

## Records
Het record voor wat betreft het aantal punten in dit spel staat op naam van Herlinde D'hiet. Ze haalde in maart 2007 1440 punten. De theoretisch maximale score in het spel bedroeg destijds 1630 punten.

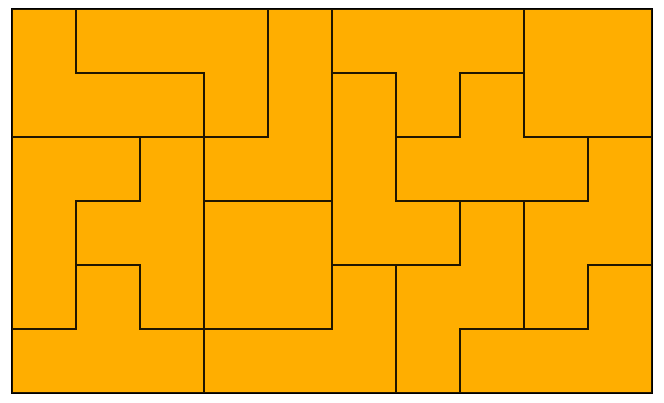
De set blokken waarmee Patrick Vanhoof op 13 oktober 2011 in de tweede ronde het record van 350 punten behaalde

Op 13 oktober 2011 behaalde Patrick Vanhoof uit Tielen voor de enige keer het praktisch onmogelijk geachte toenmalige maximum van 350 punten in de tweede ronde. Om dit maximum te behalen, moest hij met de laatste tetromino alle lijnen volledig maken en zo het speelveld geheel leegspelen. Het record werd overigens behaald met een buitengewone set tetromino's; onder andere ontbraken de langwerpige tetromino's van vier elementen op een rij. Met ingang van seizoen 30 ligt het maximum van ronde 2 door een spelwijziging niet meer vast. Fien Amant behaalde onder de gewijzigde spelregels op 25 juni 2024 voor het eerst 600 punten, en herhaalde dat op 28 juni 2024.
In maart 2025 brak Jan De Troij uit Overijse het vijf jaar oude record van de meeste deelnames met 14 gewonnen finales. De tv-redacteur won ook de vijftiende aflevering, maar raadde in de finale het achtletterwoord "plaveien" (tip: wegdek) niet. Niet lang daarna, op 15 mei 2025 haalde Johannes Cools eveneens de 15e finale, maar ook hij raadde het achtletterwoord ("hagelbui") niet. Aan het einde van het seizoen stonden beide heren tegen elkaar in de laatste aflevering van de finaleweek. Op 27 juni 2025 versloeg Jan De Troij Johannes Cools bij de laatste vraag.

## Jubileumafleveringen
Naar aanleiding van jubileumafleveringen van het spel (de 1000ste, de 2000ste, de 2500ste, de 3000ste, de 3500ste, de 4000ste en de 5000ste aflevering) werden competities georganiseerd voor de titel Beste Blokken-kandidaat. De jubileumafleveringen werden hierbij niet op een werkdag, maar op een zaterdag uitgezonden. De 5000ste aflevering werd echter op een zondag uitgezonden.
Op 1 januari 2011 vierde Blokken zijn 3500ste aflevering. Kathleen Guyot versloeg in de voorrondes Bart de Coster en nam het in de finale op tegen Wesley Godts, die net als Kathleen in het reguliere spel 6 overwinningen op rij had behaald. Godts won de finale. Hij verdiende de jackpot van 14.000 euro.
Op 13 april 2013 werd de 4000ste aflevering van dit programma uitgezonden. Na drie finaleweken (vrouwenweek, mannenweek en gemengde week), kwamen Xander De Valkeneer en Sean Reniers als beste spelers uit de bus. Zij hadden in de aanloop naar de finale al tegen elkaar gespeeld. Op 2 april won Xander van Sean, en op 10 april won Sean van Xander. Zij mochten het in de finale tegen elkaar opnemen. Uiteindelijk was het Sean, een burgerlijk ingenieur uit Bost die het in de aflevering met ruime winst haalde. Hij sprokkelde 1.200 punten, iets wat nog nooit gebeurd was in de jubileumafleveringen van dit spel. Ditmaal bedroeg de pot 13.000 euro.
Op 10 december 2017 werd de 5000ste aflevering gespeeld. In de drie weken ervoor werden de vier beste vrouwen en de vier beste mannen uit de laatste 1000 afleveringen van Blokken uitgenodigd, die opnieuw tegen elkaar mochten spelen. De finale werd gewonnen door Elise Stassen uit Brugge. Zij won naast een reis naar Zuid-Afrika de pot die in de voorafgaande weken volgespeeld was met 13.000 euro. De aflevering werd bekeken door anderhalf miljoen mensen.
Op 5 september 2024 werd het 30-jarig bestaan van Blokken gevierd met twee kandidates die geboren waren op de dag van de allereerste uitzending. Zij waren voor een eenmalige deelname uitgenodigd. De verliezer kreeg een laptop. De winnares van de drie rondes won ook de finale en kreeg een vakantiereis naar Malta.

## Bekende deelnemers
Los van de speciale edities met bekende Vlamingen namen al verschillende bekende personen deel aan Blokken. Doelman Pieter Merlier (in 2006) en scheidsrechter Christof Dierick (in 2013) werden in hun eerste aflevering uitgeschakeld. Volleyballer Kristof Hoho won in 2014 twee afleveringen. In 2006 nam Bart Cannaerts deel aan het programma, nog voordat hij in Vlaanderen bekend werd als stand-upcomedian. Hij werd in zijn eerste finale uitgeschakeld. Ook Ruben Van Gucht deed ooit mee aan het programma. Begin 2024 namen Luca Brecel en Liebrecht Vanbeckevoort deel aan het programma.
Anderen zijn:
- Heidi Van Tielen, radiopresentatrice;
- Hermine Selleslagh, actrice;
- Ronny Baudewyn, advocaat;
- Michaël Verschaeve, drummer van The Van Jets;
- Ria Maes, schrijver van de Sara: Mijn dagboek-reeks;
- Thomas Michiels, zanger bij Psychonaut.

## Het vermoeden van Ben
"Het vermoeden van Ben" betreft het vermoeden van presentator Ben Crabbé dat een kandidaat die voor een tweede dag deelneemt aan het spel, relatief vaak verliest of als hij wel in de finale komt het finalewoord niet raadt. Door Leo Egghe is aangetoond dat de fractie van de spellen waarin de kandidaat voor de tweede maal speelt en verliest of in de finale het finalewoord niet raadt, inderdaad groter is. Egghe deed het onderzoek na meer dan duizend afleveringen van Blokken met behulp van statistisch materiaal dat door Blokken werd aangeleverd. In zijn berekening gaat hij ervan uit dat met het vermoeden bedoeld wordt het verlies van de kandidaat op de tweede dag na het finalespel, hoewel Ben het vermoeden meestal uitspreekt na de derde voorronde om de verliezer een hart onder de riem te steken. In Egghes berekening is een onderdeel de aanname dat een kandidaat maximaal drie keer mag deelnemen. Sinds september 2008 mag een kandidaat echter onbeperkt blijven terugkomen zolang hij het finalespel wint.

## Kijkersspel
Ook de kijkers kunnen kans maken op een prijs. Tijdens het programma werden tot seizoen 23 zes letters getoond. Met deze letters en een tip kon een woord worden gevormd. De kijkers dienden dit woord te sms'en naar het nummer dat in de uitzending wordt genoemd. Vanaf seizoen 24 moet een achtletterwoord worden geraden, waarvan alleen de eerste en laatste letter worden getoond. De andere letters kunnen met de app van het spel gevonden worden. Ook hierbij werd een tip getoond over het te raden woord. Vanaf seizoen 29 kunnen de andere letters niet meer met de app gevonden worden, maar wordt op de site van Blokken een extra hint gegeven over het te raden woord. Sinds januari 2022 wordt de extra hint niet meer op de site van het programma vermeld, maar op de Facebookpagina.

## Opnamen
Er zijn vier tot vijf opnamen per dag. In één week vinden opnamen voor één maand plaats. Er zitten ongeveer zeventig mensen publiek bij een opname.
Bij twijfel aan een gegeven antwoord wordt de opname gepauzeerd en herbeluistert de jury het antwoord van de kandidaat. De jury beslist. Als het publiek voorzegt, wordt een nieuwe vraag gesteld.
De opnames vonden tijdens de eerste jaren plaats in het Amerikaans Theater, later verhuisde de studio naar EMG Belgium (voorheen Videohouse) in Vilvoorde.
Naar aanleiding van de door de overheid opgelegde COVID-19-maatregelen in 2020, werden de afleveringen vanaf 13 april uitgezonden vanuit het huis van de kandidaten. Ben Crabbé bleef, samen met de jury, in de studio en stond door middel van een live videostream in verbinding met de twee kandidaten. De kandidaten kregen een VRT-medewerker over de vloer voor technische ondersteuning. Later werden de afleveringen zonder publiek opgenomen in de studio, waarbij de kandidaten weer in de studio zaten, van elkaar gescheiden door een doorzichtige wand.
Vroeger kwam er af en toe een man in beeld, verkleed als Viking met een roze kostuum aan. Deze wandelde dan achter Ben Crabbé door. In 2021 ging deze man, machinist Werner Van der Taelen, met pensioen.

## Speciale edities
Van Blokken werden al meermalen speciale edities gemaakt. Zo is er onder meer Blokken for life, later De Warmste Week van Blokken, met bekende Vlamingen, waarvan de opbrengst naar Music For Life gaat, en een editie voor kinderen (aanvankelijk genoemd Blokjes, 1995). Sinds 2013 werd elk jaar in de krokus- en herfstvakantie een versie met kinderen uitgezonden onder de gebruikelijke titel, en vanaf 2015 als Blokken for Kids. Naar aanleiding van de 1000ste, 2000ste, 2500ste, 3000ste, 3500ste, 4000ste en 5000ste aflevering werd in een speciale editie gezocht naar de beste kandidaat uit Blokken uit de voorbije afleveringen. In 2014 werd in de laatste week voor het WK voetbal het WK Blokken gehouden. Hierbij streden tien kandidaten uit het buitenland die al enige tijd in België woonden tegen elkaar in vijf onderlinge duels. Deze duels kwamen ook voor op het WK voetbal. Tijdens deze week werd teruggeblikt op hoogtepunten uit de geschiedenis van het WK voetbal.
In de eerste week van september 2014 werd in het kader van het 20-jarig bestaan van Blokken een speciale jubileumweek gehouden, waarin vijf bijzondere koppels het spel speelden. Hierbij werden in de derde ronde vijf vragen uit 20 jaar Blokken opnieuw gesteld als vijfde vraag.
Ook de laatste week voor het EK voetbal van 2016 werd een speciale EK-week. In deze week nemen 10 BV's het tegen elkaar op in vijf duels. De opbrengst van deze week ging naar de Belgian Homeless Cup, een voetbaltoernooi voor daklozen. Tijdens deze week werden als filmpjes de beste fragmenten uit de geschiedenis van de Rode Duivels getoond. Ook waren de gele blokjes deze week tijdelijk rood gekleurd als verwijzing naar de Rode Duivels.
| Blokken for Life 2008 Music For Life 2008 | Blokken for Life 2008 Music For Life 2008 | Blokken for Life 2008 Music For Life 2008 | Blokken for Life 2008 Music For Life 2008 | Blokken for Life 2008 Music For Life 2008 |
| Datum                                     | Deelnemer 1                               | Deelnemer 2                               | Winst                                     |                                           |
| ----------------------------------------- | ----------------------------------------- | ----------------------------------------- | ----------------------------------------- | ----------------------------------------- |
| 15 december 2008                          | Helmut Lotti                              | Sofie Lemaire                             | € 1000                                    |                                           |
| 16 december 2008                          | Annelien Coorevits                        | Luc De Vos                                | € 1000                                    |                                           |
| 17 december 2008                          | Jan Becaus                                | Véronique De Kock                         | € 1000                                    |                                           |
| 18 december 2008                          | Bart Peeters                              | Regi Penxten                              | € 1000                                    |                                           |
| 19 december 2008                          | An Lemmens                                | Erik Van Looy                             | € 1000                                    |                                           |

| Blokken for Life 2009 Music For Life 2009 | Blokken for Life 2009 Music For Life 2009 | Blokken for Life 2009 Music For Life 2009 | Blokken for Life 2009 Music For Life 2009 | Blokken for Life 2009 Music For Life 2009 |
| Datum                                     | Deelnemer 1                               | Deelnemer 2                               | Winst                                     |                                           |
| ----------------------------------------- | ----------------------------------------- | ----------------------------------------- | ----------------------------------------- | ----------------------------------------- |
| 14 december 2009                          | Urbanus                                   | Siska Schoeters                           | € 1000                                    |                                           |
| 15 december 2009                          | Frank Raes                                | Cath Luyten                               | € 1000                                    |                                           |
| 16 december 2009                          | Steven Van Herreweghe                     | Daniël Termont                            | € 1000                                    |                                           |
| 17 december 2009                          | Phara de Aguirre                          | Lieven Van Gils                           | € 1000                                    |                                           |
| 18 december 2009                          | Philippe Geubels                          | Ann Van Elsen                             | € 1000                                    |                                           |

| Blokken komt op tegen kanker Kom op tegen Kanker | Blokken komt op tegen kanker Kom op tegen Kanker | Blokken komt op tegen kanker Kom op tegen Kanker | Blokken komt op tegen kanker Kom op tegen Kanker | Blokken komt op tegen kanker Kom op tegen Kanker |
| Datum                                            | Deelnemer 1                                      | Deelnemer 2                                      | Winst                                            |                                                  |
| ------------------------------------------------ | ------------------------------------------------ | ------------------------------------------------ | ------------------------------------------------ | ------------------------------------------------ |
| 21 februari 2011                                 | Véronique Leysen                                 | Tom Lenaerts                                     | € 1000                                           |                                                  |
| 22 februari 2011                                 | Clara Cleymans                                   | Jacques Vermeire                                 | € 1000                                           |                                                  |
| 23 februari 2011                                 | Katja Retsin                                     | Jan Schepens                                     | € 1000                                           |                                                  |
| 24 februari 2011                                 | Piet Huysentruyt                                 | Rob Vanoudenhoven                                | € 1000                                           |                                                  |
| 25 februari 2011                                 | Wim De Vilder                                    | Sergio Quisquater                                | € 1000                                           |                                                  |

| WK 2010 special SOS Kinderdorpen | WK 2010 special SOS Kinderdorpen | WK 2010 special SOS Kinderdorpen | WK 2010 special SOS Kinderdorpen | WK 2010 special SOS Kinderdorpen |
| Datum                            | Deelnemer 1                      | Deelnemer 2                      | Winst                            |                                  |
| -------------------------------- | -------------------------------- | -------------------------------- | -------------------------------- | -------------------------------- |
| 7 juni 2010                      | Wesley Sonck                     | Jan Vertonghen                   | € 1000                           |                                  |
| 8 juni 2010                      | Marc Degryse                     | Gilles De Bilde                  | € 1000                           |                                  |
| 9 juni 2010                      | Stijn Stijnen                    | Gilbert Van Binst                | € 1000                           |                                  |
| 10 juni 2010                     | Olivier Deschacht                | Bart Goor                        | € 1000                           |                                  |
| 11 juni 2010                     | Hugo Broos                       | Leo Van Der Elst                 | € 1000                           |                                  |

| Blokken for Life 2011 Music For Life 2011 | Blokken for Life 2011 Music For Life 2011 | Blokken for Life 2011 Music For Life 2011 | Blokken for Life 2011 Music For Life 2011 | Blokken for Life 2011 Music For Life 2011 |
| Datum                                     | Deelnemer 1                               | Deelnemer 2                               | Winst                                     |                                           |
| ----------------------------------------- | ----------------------------------------- | ----------------------------------------- | ----------------------------------------- | ----------------------------------------- |
| 19 december 2011                          | Sofie Lemaire                             | Louis Tobback                             | € 1000                                    |                                           |
| 20 december 2011                          | Paul Herygers                             | Niels Albert                              | € 1000                                    |                                           |
| 21 december 2011                          | Astrid Bryan                              | Bart De Wever                             | € 1000                                    |                                           |
| 22 december 2011                          | Bent Van Looy                             | Tatyana Beloy                             | € 1000                                    |                                           |
| 23 december 2011                          | Yves Leterme                              | Linda De Win                              | € 1000                                    |                                           |

| Blokken Tour 2012 Onderzoek naar aangeboren hartafwijkingen bij kinderen | Blokken Tour 2012 Onderzoek naar aangeboren hartafwijkingen bij kinderen | Blokken Tour 2012 Onderzoek naar aangeboren hartafwijkingen bij kinderen | Blokken Tour 2012 Onderzoek naar aangeboren hartafwijkingen bij kinderen | Blokken Tour 2012 Onderzoek naar aangeboren hartafwijkingen bij kinderen |
| Datum                                                                    | Deelnemer 1                                                              | Deelnemer 2                                                              | Winst                                                                    |                                                                          |
| ------------------------------------------------------------------------ | ------------------------------------------------------------------------ | ------------------------------------------------------------------------ | ------------------------------------------------------------------------ | ------------------------------------------------------------------------ |
| 25 juni 2012                                                             | Eddy Merckx                                                              | Ludo Dierckxsens                                                         | € 1000                                                                   |                                                                          |
| 26 juni 2012                                                             | Jelle Vanendert                                                          | Michael Boogerd                                                          | € 1000                                                                   |                                                                          |
| 27 juni 2012                                                             | Freddy Maertens                                                          | Eddy Planckaert                                                          | € 1000                                                                   |                                                                          |
| 28 juni 2012                                                             | Gert Steegmans                                                           | Eric Vanderaerden                                                        | € 1000                                                                   |                                                                          |
| 29 juni 2012                                                             | Lucien Van Impe                                                          | Johnny Hoogerland                                                        | € 1000                                                                   |                                                                          |

| 1 september 2014 | twee kandidaten uit de eerste uitzendweek in 1994                              |
| 2 september 2014 | twee bekende leeftijdsgenoten van Blokken (Paulien Mathues tegen Dennis Praet) |
| 3 september 2014 | twee mensen met achternaam "Blokken"                                           |
| 4 september 2014 | twee honderdjarigen (Yvonne Daemen tegen Anneke Béber)                         |
| 5 september 2014 | twee kandidaten die het langst meededen (Saar Bossuyt tegen Bart De Coster)    |

## Andere media
Van het spel werden in het verleden enkele edities uitgebracht op cd-rom voor Windows, waarvan de derde in 2003 werd gepubliceerd. Verder is er het gezelschapsspel en een boek met 10.000 vragen uit 20 jaar Blokken. Sinds 2021 verschijnt er jaarlijks een scheurkalender.

## Inspiratie
De programmaformule werd ontworpen door VRT-producer Frank Symoens.
Volgens zijn zoon Pim Symoens kwam zijn vader op het idee van Blokken dankzij hem. Pim had een Game Boy met Tetris, waar zijn vader aan verslingerd raakte en hem zo inspireerde om dat te gebruiken in het tv-programma.